# Emory University
Emory University – amerykańska uczelnia niepubliczna z siedzibą w Druid Hills (na przedmieściach Atlanty) w stanie Georgia, założona w 1836 roku i od początku związana ze środowiskiem amerykańskich metodystów. Patronem uczelni jest metodystyczny biskup John Emory.
Obecnie uniwersytet jest zarządzany przez Zjednoczony Kościół Metodystyczny, będący głównym Kościołem z tego nurtu protestantyzmu w Stanach Zjednoczonych. Kształci ponad 15 tysięcy studentów, w tym 8 tysięcy na studiach licencjackich oraz ponad 7 tysięcy na studiach magisterskich.
Uczelnia należy do NCAA Division III, gdzie rywalizuje w University Athletic Association. Uczelniane drużyny sportowe noszą nazwę Emory Eagles (Orły) i występują w barwach złoto-niebieskich.

## Galeria

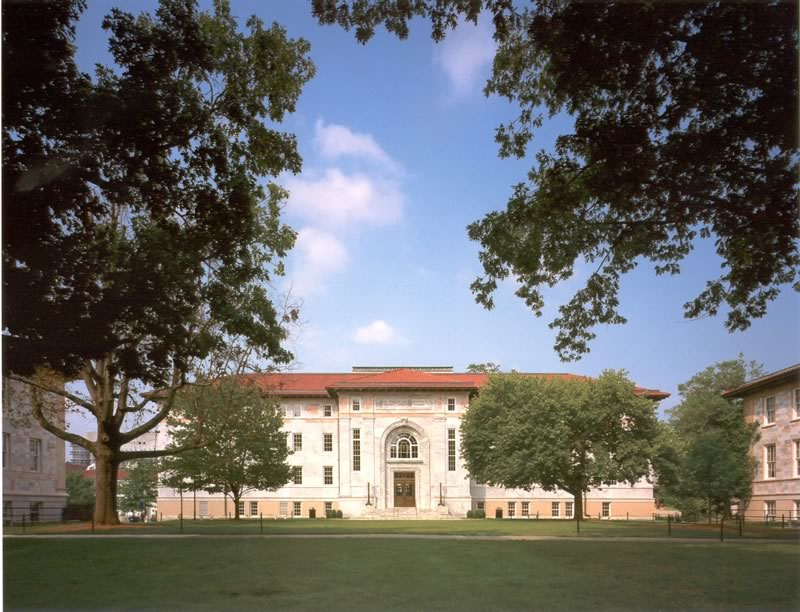
Biblioteka uniwersytecka
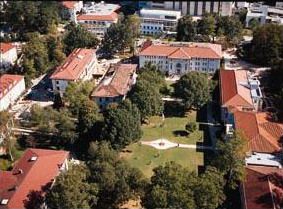
Widok na kampus
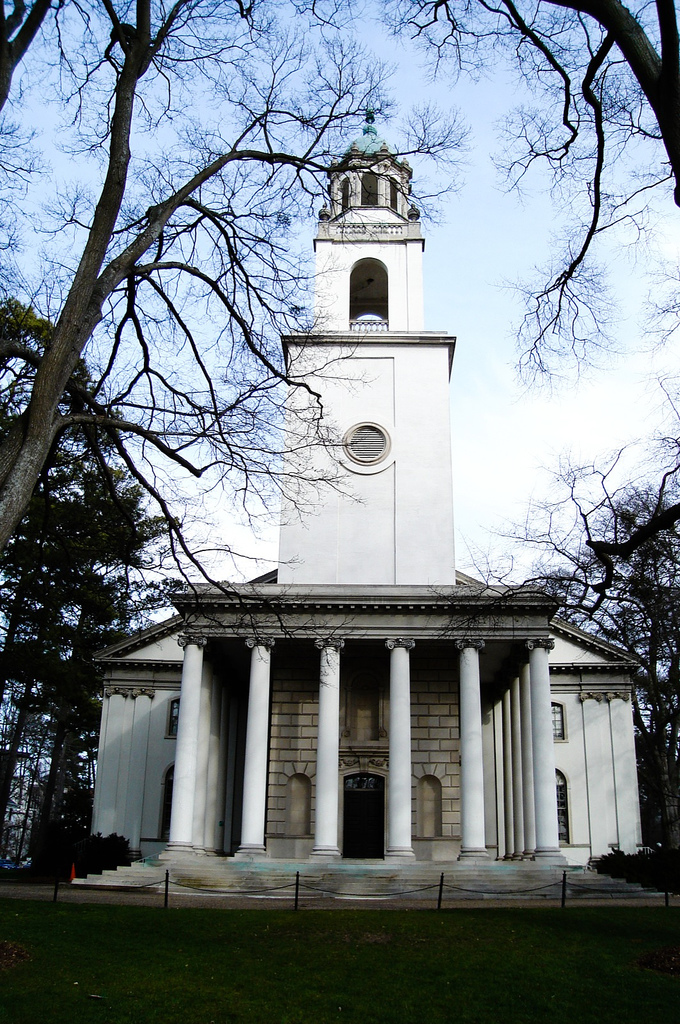
Kaplica metodystyczna na kampusie
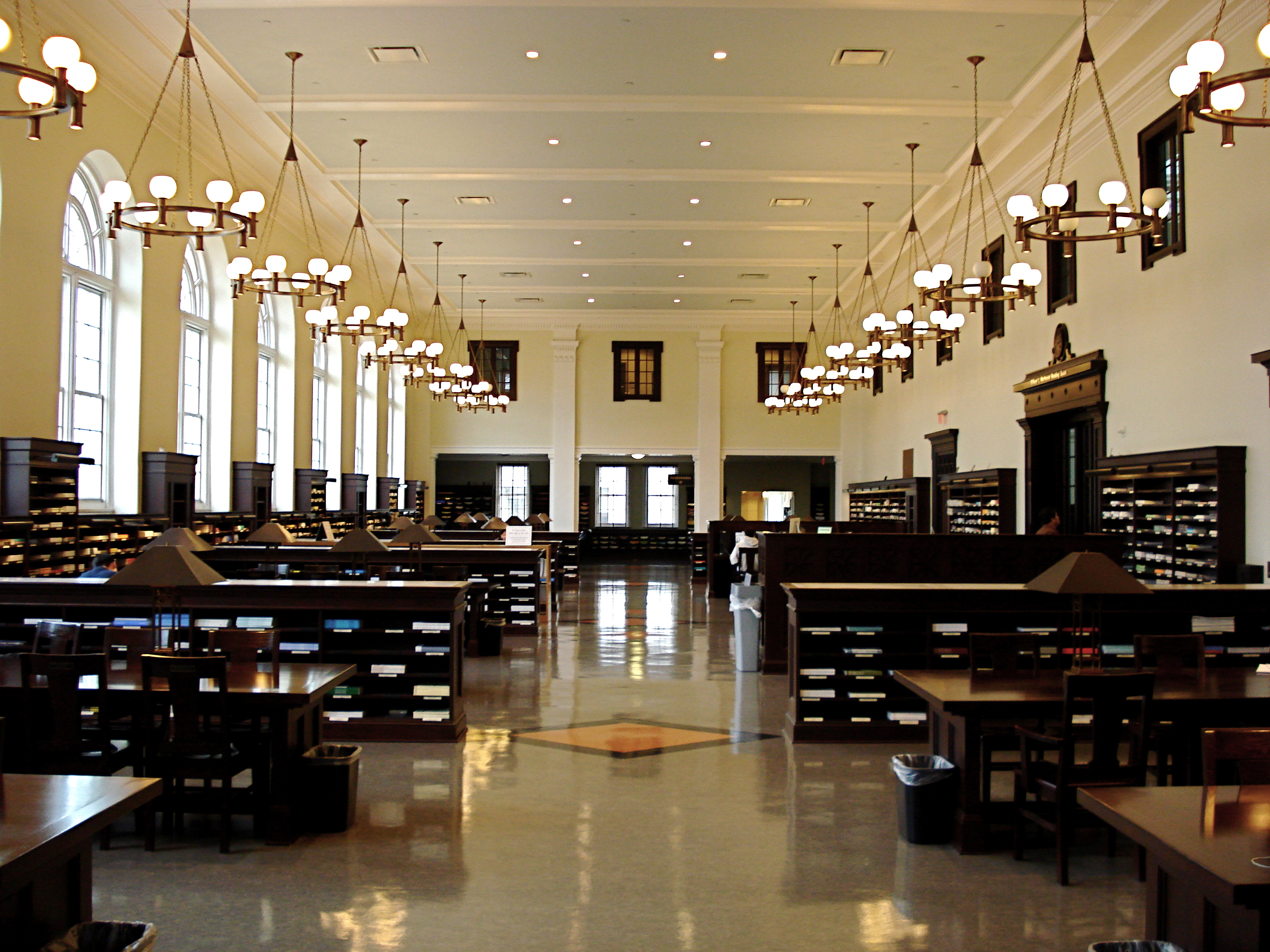
Czytelnia główna